# Giorno di festa
Giorno di festa (Jour de fête) è un film del 1949 diretto da Jacques Tati.